# Paul Margueritte

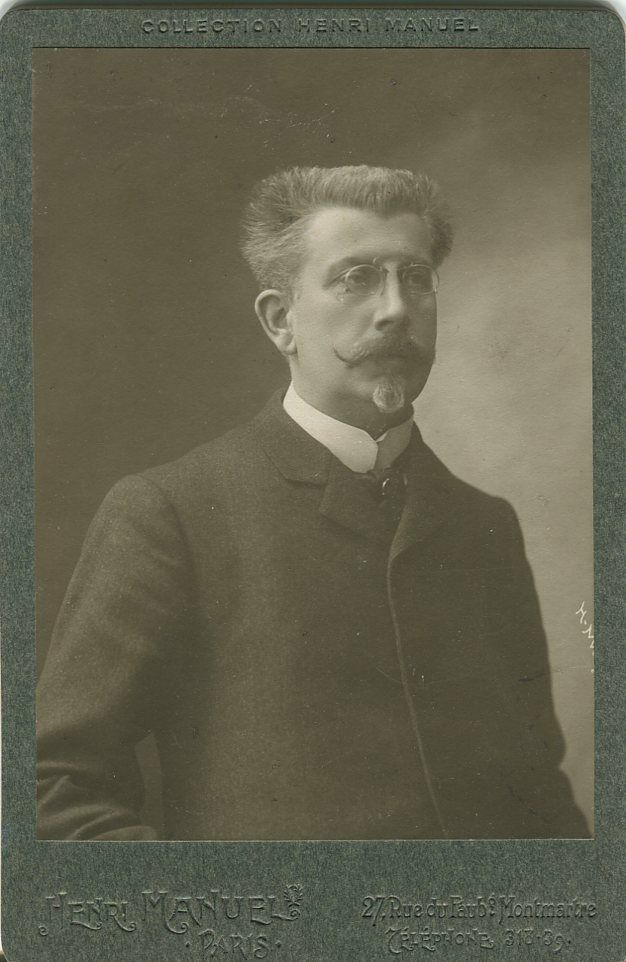
Paul Margueritte (um 1900)

Paul Margueritte (* 20. Februar 1860 in Laghouat, Algerien; † 29. Dezember 1918 in Soorts-Hossegor) war ein französischer Schriftsteller.

## Leben und Werk
Paul Margueritte war der Sohn des Generals Jean-Auguste Margueritte und der Bruder des Schriftstellers Victor Margueritte, mit dem er zeitweise eng zusammenarbeitete. Er besuchte die Schule Prytanée national militaire in La Flèche und widmete sich ab 1884 ausschließlich seiner literarischen Produktion, die sich anfänglich unter dem Einfluss von Émile Zola, dann stärker unter dem der Brüder Goncourt entwickelte. 1887 veröffentlichte er im Figaro  zusammen mit Paul Bonnetain, Lucien Descaves, Gustave Guiches und J.-H. Rosny das Manifeste des cinq gegen La Terre von Zola.
Er schrieb allein rund 40 Romane und längere Erzählungen, ferner rund 20 zusammen mit seinem Bruder. 10 davon wurden auch ins Deutsche übertragen. Er war ab 1900 Mitglied der Académie Goncourt (Sitz Nr. 7) und ab 1902 Offizier der Ehrenlegion. Seine beiden Töchter Ève Paul-Margueritte (1885–1971) und Lucie-Paul Margueritte (1886–1955) waren ebenfalls Schriftstellerinnen.

### Romane (alleiniger Autor)
- Mon Père. 1884. (Biographie von Jean-Auguste Margueritte)
- Tous quatre. 1885.
- La Confession posthume. 1886.
- Pascal Géfosse, moeurs du jour.  1887.
- Jours d’épreuve, mœurs bourgeoises. 1889.
- Amants. 1890.
- Maison ouverte. 1890.
- La Force des choses. 1891.
- Le Cuirassier blanc. 1892.
- Sur le retour. 1892.
- Ma grande. 1893.
- La Mouche. 1893. (Erzählungen)
- Ame d’enfant. 1894.
- L’Avril, nouvelle. 1894.
- Simple histoire. 1895.
- L’Essor. 1896.
- L’Eau qui dort. 1896.
- Le jardin du passé. 1896.
- L’Album secret. 1899.
- La Faiblesse humaine. 1908.
- La Lanterne magique. 1909.
- La tourmente. 1909.
- Nos tréteaux. 1910.
- Les Fabrecé. 1912.
  - (deutsch) Die große Familie. Ullstein, Berlin 1913. (übersetzt von Paul Wiegler)
- La Maison brûle. 1913.
- Les Sources vives. 1913.
- La Flamme. 1914.
- Nous, les mères... 1914.
- Contre les Barbares, 1914–1915. 1915.
- L’Autre lumière. 1916.
- L’Embusqué. 1916.
- L’Immense effort, 1915–1916. 1916.
- Jouir. 2 Bde. 1918.
- Pour toi, patrie ! 1918.
- Sous les pins tranquilles. 1919. 2005.
- Adam, Eve et Brid’oison. 1919. 2007.
- Le Sceptre d’or. 1921.
- Le printemps tourmenté. 1925.
- Tante Million. 1925.
- La Cité des fauves. 1928.
- Fors l’honneur. 1928.

### Romane (mit Victor Margueritte)
- La pariétaire. 1896.
- Le Carnaval de Nice. 1897.
- Poum. Aventures d’un petit garçon. 1897.
  - (deutsch) Poum. Roman eines Knaben. Wien 1924. (übersetzt von Franz Farga)
- Une époque. 4 Bde. 1898–1904.
  - Le Désastre. 1898.
  - Les Tronçons du glaive. 1901.
  - Les Braves Gens. 1901.
  - La Commune. 1904.
  - (deutsch) Der große Krieg (Une Epoque). Ein Roman-Cyklus über den Krieg 1870/71. Seemann, Leipzig 1904. (übersetzt von U. Fricke)
    - (deutsch) Die Kommune. Frankfurt am Main 1913. (übersetzt von U. Fricke; eingeleitet von Hermann Wendel). Europäischer Literaturverlag, Bremen 2012.
- Femmes nouvelles. 1899.
  - (deutsch) Neue Frauen. Seemann, Leipzig 1900.
- Le poste des neiges. 1899.
- Les deux Vies. 1902.
  - (deutsch) Zwei Frauenleben. Schneider, Wien 1926.
- Le Jardin du Roi. 1902.
- Zette. 1903.
- L’eau souterraine. 1903.
- Histoire de la guerre de 1870-71. 1903.
- Le Prisme. 1905.
  - (deutsch) Prisma. Eden, Berlin 1927. (übersetzt von Edward Stilgebauer)
- Quelques idées. Le mariage libre, autour du mariage, pélerins de Metz, l’oubli et l’histoire, les charges de Sedan, l’officier dans la nation armée, l’Alsace-Lorraine. 1905.
- Sur le vif. 1906.
- Vanité. 1907.
  - (deutsch) Vanitas (Die Welt der Eitelkeiten). Ehrlich, Berlin 1924. (übersetzt von Edmund Edel)

### Theater (mit Victor Margueritte)
- Le Coeur et la loi, pièce en 3 actes. 1905.
- L’autre. Pièce en 3 actes. 1907.

### Französisches Original nicht ermittelt
- - (deutsch) Weltkinder. Reclam, Leipzig 1913. (übersetzt von Olga Sigall)